# Victor Hackman

Der spätere Geologe Victor Hackman mit Studentenmütze (Foto: Daniel Nyblin, 1886)

Victor Axel Hackman (* 27. April 1866 in Wyborg; † 26. November 1941 in Helsinki) war ein finnischer Geologe.

## Familie
Der Finnlandschwede Victor Hackman wurde am 27. April 1866 in Viborg (finnisch Viipuri, heute russisch Wyborg), im heute zu Russland gehörenden Südkarelien, als Kind von Woldermar Hackman und Emilie Krohn geboren. Die Familie Hackman stammte ursprünglich aus Bremen, von wo Victors Urgroßvater Johan Friedrich Hackman (Hackmann) der Ältere (1755–1807) im Jahre 1777 nach Viborg (damals Wiborg) auswanderte Er war ein Bruder des Archäologen Alfred Hackman und des Folkloristen Oskar Hackman. Der Zoologe Walter Hackman war der Sohn von ihm und seiner Frau Tyra (geb. Holm).

## Leben
Nach dem Bachelor-Abschluss der Philosophie begleitete er den Geologen Wilhelm Ramsay auf eine Exkursion in die Chibinen auf der russischen Halbinsel Kola. Dabei widmete sich Hackman der Untersuchung der Nephelinsyenite. Seine 1894 an der Kaiserlichen Alexanders-Universität (heute Universität Helsinki) verteidigte Lizenziatsarbeit mit dem Titel Petrographische Beschreibung des Nephelinsyenites vom Umptek und einiger ihn begleitenden Gesteine enthält die Ergebnisse seiner Forschung in Russland.
Von 1899 bis 1912 war er Dozent für Mineralogie und Petrographie an der Universität in Helsinki, und ab 1902 außerdem in der geologischen Kommission tätig. Zwischen 1924 und 1935 war er zudem als Geologe im Dienste des finnischen Staates angestellt und erhielt 1936 den Titel als Professor für Geologie. Er widmete sich hauptsächlich der Petrografie und Quartärgeologie Finnlands und veröffentlichte dabei einige geologische Kartenblätter. 
Das Mineral Hackmanit (eine Varietät von Sodalith) ist nach ihm benannt. Auch ein Tobel am Berg Juksporr in den Chibinen – das trichterförmige Hackman-Tal (russisch dolina Gakmana) mit dem dort entspringenden Hackman-Fluss (russisch reka Gakmana) – wurde durch den russischen Mineralogen Alexander von Fersmann zu seinen Ehren benannt.
Hackman starb am 26. November 1941 in Helsingfors (finnisch Helsinki).

## Veröffentlichungen (Auswahl)
- 1894/1899 Das Nephelinsyenitgebiet auf der Halbinsel Kola 1–2, Helsingfors (mit Wilhelm Ramsay)
- 1900 Neue Mitteilungen über das Ijolithmassiv in Kuusamo, Helsingfors
- 1905 Die chemische Beschaffenheit von Eruptivgesteinen Finlands und der Halbinsel Kola im Lichte des neuen amerikanischen Systems, Helsingfors
- 1923 Der Pyroxen-Granodiorit von Kakskerta bei Åbo und seine Modifikationen, Helsingfors
- 1929 Kalkstenen i Finland (zus. mit Pentti Eskola, Aarne Laitakari, W. W. Wilkman)
- 1934 Das Rapakiwirandgebiet der Gegend von Lappeenranta (Willmanstrand), Helsingfors

### Nachschlagewerke
- Hackman, Victor. In: Uppslagsverket Finland. 2011 (schwedisch, uppslagsverket.fi).
- Victor Axel Hackman. In: Nordisk familjebok. 1924, S. 188 (schwedisch, runeberg.org).

### Sekundärliteratur
- Leif Rantala: Kuoalan niemimaalla käyneiden suomalaisten tiedemiesten matkakertomuksia. Lapin tutkimusseura, Rovaniemi 2008, ISBN 978-951-9327-50-1 (finnisch).